# 1696년
1696년은 일요일로 시작하는 윤년이다.

## 연호
- 청(淸) 강희(康熙) 35년
- 일본(日本) 겐로쿠(元禄) 9년
- 후 레 왕조(後黎朝) 찐호아(正和) 17년

## 기년
- 류큐(琉球) 쇼테이왕(尚貞王) 28년
- 청(淸) 성조 강희제(聖祖 康熙帝) 35년
- 조선(朝鮮) 숙종(肅宗) 22년
- 후 레 왕조(後黎朝) 희종(熙宗) 21년

## 탄생
- 10월 17일 - 폴란드의 국왕 아우구스트 3세. (~1763년)
- 10월 28일 - 신성 로마 제국 출신 프랑스의 육군 원수 모리스 드 삭스. (~1750년)

### 미상
- 러시아 제국의 흑인 장군 아브람 페드로비치 간니발. (~1781년)

## 사망
- 6월 17일 - 폴란드의 국왕 얀 3세 소비에스키. (1629년~)